# Juan Martín Coggi
Juan Martín Coggi (Fighiera, 19 dicembre 1961) è un ex pugile argentino, che ha combattuto nella categoria dei Superleggeri vincendo per tre volte il titolo di Campione del Mondo WBA (1987, 1993 e 1996).

## Inizi di carriera
Dopo la carriera amatoriale, Coggi diventa pugile professionista il 2 aprile 1982, mettendo KO Horacio Valdes in quattro round a La Plata. Coggi vinse 7 dei suoi primi 10 incontri per KO. Il primo pugile a non andare al tappeto fu Viterman Sanchez che perse per decisione al sesto round il 7 maggio 1982.
Rimase imbattuto per 21 incontri, con 11 vittorie per KO. Quindi, il 9 marzo 1985, a Buenos Aires incontra Adolfo Arce Rossi.
Arce Rossi diventa il primo pugile a sconfiggere Coggi ai punti dopo dieci round. Dopo un'altra vittoria, il 20 giugno dello stesso anno, Coggi combatte più di dieci round per arrivare ad un pareggio con Ramon Collado.
Dopo una strisci vincente di sei incontri, Coggi e Collado si incontrano nuovamente ed arrivano ad un altro pareggio il 19 luglio 1986.
Il 25 ottobre dello stesso anno, Coggi vince il titolo Argentino Superleggeri, mettendo KO Hugo Hernandez in 3 round.

## Campione del Mondo
Pur avendo un record non molto rilevante, la WBA piazza Coggi in cima alla lista degli sfidanti per la corona mondiale dei pesi superleggeri.
Dopo un'altra vittoria Coggi combatte per la prima volta per il titolo mondiale.
Il campione del mondo WBA, Patrizio Oliva, quando vinse il Campionato del Mondo aveva battuto Ubaldo Sacco, connazionale di Coggi. Così l'incontro tra Coggi e Oliva generò molto interesse tra gli appassionati di pugilato argentino. La prima sfida di Coggi per il titolo era anche il suo primo incontro all'estero. L'incontro si svolse a Ribera, in Italia, il 4 luglio 1987 e Coggi batté Oliva per KO al terzo round.
Coggi era uno dei pugili preferiti di Raúl Ricardo Alfonsín, tanto che dopo la conquista del titolo fu invitato nella residenza presidenziale.
Come Monzón, Coggi anche se aveva battuto un italiano, divenne popolare in Italia, tanto che vi combatté altre volte. Il suo primo incontro per la difesa del titolo si svolse proprio in Italia, dove mise KO Sang-Ho Lee in 2 round il 7 maggio 1988.
Dopo aver battuto Lee,in Argentina vinse 4 incontri non valevoli per il titolo, inclusi due incontri vinti ai punti dopo 10 round contro Jorge Tejada, che successivamente entrò nella categoria
dei pesi welter.
Per la sua seconda difesa del titolo, Coggi ritornò in Italia dove il 21 gennaio 1989 sconfisse il perenne contendente Harold Brazier degli Stati Uniti con una decisione unanime al 12º round.
La sua terza difesa del titolo, il 29 aprile 1989, si tenne ancora una volta in Italia, dove sconfisse il futuro campione del Mondo Akinobu Hiranaka, ai punti in 12 round.
Dopo 2 vittorie non valevoli per il titolo, Coggi combatté 4 volte in Francia, iniziando con una vittoria per KO al 4º round su Jesse Williams in un altro incontro non valevole per il titolo.
Il 24 marzo 1990, Coggi combatte in un incontro per il titolo con l'ex campione dei pesi leggeri Jose Luis Ramirez e vince ai punti in 12 round. Dopo aver battuto Danilo Cabrera per KO in 5 round, il 17 agosto Coggi va a difendere il suo titolo a Nizza contro il quasi anonimo Loreto Garza di Sacramento, California. Coggi accusò un leggero disturbo e fu il turno della sconfitta. Garza divenne Campione del Mondo ai punti dopo dodici round.
Al successivo incontro, tenutosi l'11 novembre a Buenos Aires, batté ancora una volta Tejada ai punti dopo 10 round.
L'incontro successivo avvenne in circostanze poco credibili: il 1º dicembre 1990 era a Sacramento per vedere Garza difendere il titolo mondiale ed, allo stesso tempo, sfidarlo per una rivincita, quando uno dei pugili che doveva svolgere uno degli incontri collaterali ebbe un incidente automobilistico nel parcheggio dell'ARCO Arena e si ruppe il polso. Coggi divenne il sostituto nell'incontro e sconfisse Alberto Alcaraz per KO dopo 7 round
Coggi continuò a vincere i successivi undici incontri, sei dei quali per KO, prima della sfida con
Morris East per il titolo WBA il 12 gennaio 1993, a Mar del Plata. Battendo East per KO in 8 round, quella notte Coggi divenne Campione del Mondo dei pesi superleggeri per la seconda volta.
Il 10 aprile 1993 a Mar del Plata difese per la prima volta il suo secondo titolo mondiale mettendo KO il portoricano Joe Rivera in 7 round. Il 23 giugno sconfisse anche Hiroyuki Yoshino. In quello che fu il suo debutto asiatico, mise KO YOshino in 5 round a Tokyo, in Giappone.
Nel 1993 difese il suo titolo altre 3 volte. Il 13 agosto batté ai punti dopo 12 round Jose Rafael Barbosa a Buenos Aires. Il 24 settembre mise KO in 10 round Guillermo Cruz a Tucuman e l'11 dicembre, ancora a Tucuman, chiuse il 1993 mandando KO in 7 round Eder Gonzalez.
Coggi e Gonzales si rincontrarono il 18 marzo 1994, quando lo mise KO in 3 round a Las Vegas, Nevada.

### Incontri con Frankie Randall
Il 17 settembre 1994 inizia una serie di 3 controversi incontri con l'ex vincitore di Chávez, Frankie Randall che batte Coggi con una decisione unanime dopo 12 round. In quell'incontro Coggi finì al tappeto per 3 volte.
Coggi si riprende il titolo di Campione del Mondo il 13 gennaio 1996, quando batté Randall al quinto round per decisione tecnica. Randall stava controllando l'incontro quando andò giù al terzo round,in quanto i suoi piedi si confusero con quelli di Coggi. Mentre Randall andò giù Coggi fece partire un colpo di striscio e l'arbitro gli assegnò l'atterramento. Nel quinto round, i due combattenti sbatterono la testa e Coggi si avvicinò al suo angolo e si sdraiò. L'arbitro cercò di convincere Coggi a combattere, ma lui non poteva e non voleva continuare. Quando Coggi fu esaminato in ospedale dopo l'incontro, gli fu rilasciato un certificato di buona salute. L'incontro finì ai punti dove Coggi era in vantaggio di un punto nelle schede di tutti i giudici (per l'atterramento chiamato a Randall nel terzo round). Data la controversa natura del match, la WBA ordinò un terzo incontro tra i due sfidanti.
Il terzo incontro tra Coggi e Randall si svolse il 16 agosto, a Buenos Aires. Coggi subì un atterramento nel secondo round, che si rivelerà alla fine fondamentale, dato che Randall vince per decisione unanime che gli permette di recuperare il titolo.

## Carriera successiva
Per il resto della sua carriera, Coggi combatte contro avversari di secondo livello, ottenendo cinque vittorie di fila di cui 3 per KO.
L'ultimo incontro di Coggi si svolse a Bari il 29 maggio 1999, quando il ben noto Michele Piccirillo lo batte in 12 round per decisione unanime.

## Ritiro
Dopo il ritiro dall'attività agonistica, Coggi è un allenatore di pugilato.
Il figlio, Juan Manuel Coggi Jr., è un pugile professionista.